# سردان ميايلوفيتش
سردان ميايلوفيتش (بالإسبانية: Srđan Mijailović)‏ (10 نوفمبر 1993 في صربيا - ) هو لاعب كرة قدم صربي في مركز الوسط يلعب في نادي الوصل الإماراتي.

## وصلات خارجية
- سردان ميايلوفيتش على موقع الاتحاد الأوربي (الإنجليزية)
- سردان ميايلوفيتش على موقع اتحاد تركيا (لاعب) (الإنجليزية)
- سردان ميايلوفيتش على موقع إي إس بي إن إف سي (الإنجليزية)
- سردان ميايلوفيتش على موقع قاعدة بيانات كرة القدم.إي يو (الإنجليزية)
- سردان ميايلوفيتش على موقع ناشيونال فوتبول تيمز (الإنجليزية)
- سردان ميايلوفيتش على موقع Soccerbase.com (لاعب) (الإنجليزية)
- سردان ميايلوفيتش على موقع Soccerway.com (الإنجليزية)
- سردان ميايلوفيتش على موقع عالم كرة القدم.نت (الإنجليزية)
- سردان ميايلوفيتش على موقع AS.com (الإسبانية)